# 청춘 불시착
"청춘 불시착"은 한국에서 제작된 김대희 감독의 1974년 영화이다. 신영일 등이 주연으로 출연하였고 신태선 등이 제작에 참여하였다.

## 출연

### 주연
- 신영일
- 서미경
- 김옥진